# پایگاه هوایی پرینستن

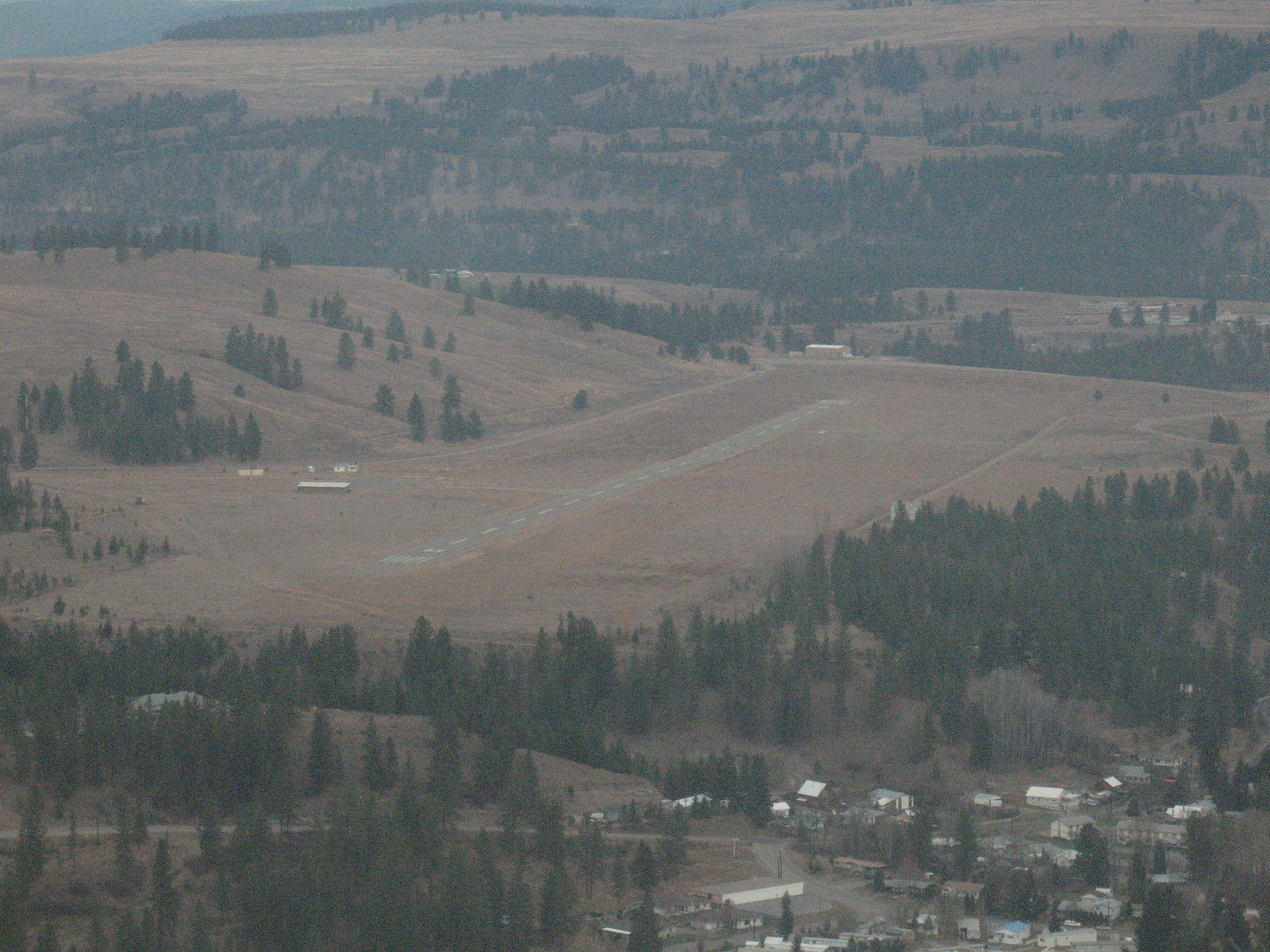
تصویری از پایگاه هوایی

 پایگاه هوایی پرینستن (به انگلیسی: Princeton Aerodrome) یک فرودگاه همگانی است که یک باند فرود آسفالت دارد و طول باند آن ۱٬۱۹۸ متر است. این فرودگاه در کشور کانادا قرار دارد و در ارتفاع ۷۰۲ متری از سطح دریا واقع شده است.